# Pierre Arditi
Pierre Arditi (Paris, 1 de dezembro de 1944) é um ator francês.
1. ↑  AdoroCinema. «Pierre Arditi». AdoroCinema. Consultado em 16 de novembro de 2024